# Arpin (Wisconsin)
Arpin es una villa ubicada en el condado de Wood en el estado estadounidense de Wisconsin. En el Censo de 2010 tenía una población de 333 habitantes y una densidad poblacional de 151,98 personas por km².

## Geografía
Arpin se encuentra ubicada en las coordenadas 44°32′22″N 90°1′55″O / 44.53944, -90.03194. Según la Oficina del Censo de los Estados Unidos, Arpin tiene una superficie total de 2.19 km², de la cual 2.19 km² corresponden a tierra firme y (0%) 0 km² es agua.

## Demografía
Según el censo de 2010, había 333 personas residiendo en Arpin. La densidad de población era de 151,98 hab./km². De los 333 habitantes, Arpin estaba compuesto por el 96.7% blancos, el 0% eran afroamericanos, el 0.3% eran amerindios, el 0.3% eran asiáticos, el 0% eran isleños del Pacífico, el 0.3% eran de otras razas y el 2.4% pertenecían a dos o más razas. Del total de la población el 0.6% eran hispanos o latinos de cualquier raza.